# Budaörs-busz
A Budaörs-busz a Budaörsi lakóteleptől indulva járta körbe Budaörsöt. A vonalat a Budapesti Közlekedési Zrt. üzemeltette.

## Története
A Budaörs-busz 2002. október 1-jén indult a Budaörsi Önkormányzat megrendelésére, mely a lakóteleptől indulva érintette a Gimnáziumot, a városházát, a temetőt, a vasútállomást és Kamaraerdőt. 2004 decemberében új megállót kapott a Méhecske utcánál. A 2008-as paraméterkönyv bevezetésének első ütemében, augusztus 21-én a 288-as számjelzést kapta.

## Útvonala
| Budaörsi lakótelep → Kamaraerdő → Budaörsi lakótelep |
| --- |
| Budaörsi lakótelep vá. – Szivárvány utca – Szabadság út – Károly király utca – Baross utca – Sport utca – 8105. sz. út – Raktárvárosi út – Temető utca – Budaörsi temető – Temető utca – Vasút utca – Kamaraerdei út – Kamaraerdő – Kamaraerdei út – Vasút utca – Temető utca – Budaörsi temető – Temető utca – Vasút utca – Kinizsi utca – Károly király utca – Szabadság út – Bretzfeld utca – Baross utca – Budaörsi lakótelep vá. |

## Megállóhelyei
| 0  | Budaörsi lakótelep végállomás               |                |                               |
| 1  | Budaörs, Patkó utca                         | 40, 40E        | 40, 40E                       |
| 2  | Gimnázium                                   | 40, 40E, 88    | 40, 40E, 88, 140E             |
| 3  | Budaörs, városháza                          | 40, 40, 88     | 40, 40, 88                    |
| 4  | Kötő utca                                   | 40, 40, 88     | 40, 40, 88                    |
| 5  | Petőfi Sándor utca                          | 40, 40, 88     | 40, 40, 88                    |
| 7  | Baross utca                                 | 88             | 88                            |
| 8  | Árpád utca                                  |                | Budaörs-belváros              |
| 10 | Sport utca                                  | 40, 140        | 40, 140, Budaörs-belváros     |
| 12 | Méhecske utca                               | Nem érintette  | 140, 172                      |
| 15 | Budaörsi temető                             |                |                               |
| 18 | Vasút utca (korábban Betonútépítő Vállalat) | 87, 87A, 88    | 87, 87A, 88                   |
| 19 | Tüzéptelep                                  | 87, 87A, 88    | 87, 87A, 88                   |
| 20 | Kamaraerdei Ifjúsági Park                   | 87, 87A, 88 41 | 87, 87A, 88 41                |
| 21 | Szociális Otthon                            | 87, 87A, 88    | 87, 87A, 88                   |
| 22 | Kamaraerdő                                  | 87, 87A, 88    | 87, 87A, 88                   |
| 22 | Szociális Otthon                            | 87, 87A, 88    | 87, 87A, 88                   |
| 23 | Kamaraerdei Ifjúsági Park                   | 87, 87A, 88 41 | 87, 87A, 88 41                |
| 24 | Tüzéptelep                                  | 87, 87A, 88    | 87, 87A, 88                   |
| 25 | Vasút utca (korábban Betonútépítő Vállalat) | 87, 87A, 88    | 87, 87A, 88                   |
| 30 | Budaörsi temető                             |                |                               |
| 33 | Repülőgépes Szolgálat                       | 87, 87A, 88    | 87, 87A, 88                   |
| 34 | Kinizsi utca                                | 88             | 88                            |
| 35 | Budaörs, MÁV-állomás                        | Budaörs        | Nem érintette                 |
| 35 | Agip utca                                   | Nem érintette  | 72, 88, Budaörs-belváros      |
| 37 | Csata utca                                  | 88             | 88, Budaörs-belváros          |
| 38 | Szabadság út                                | 40, 40, 88     | 40, 40, 88                    |
| 39 | Károly király utca                          | 40, 40, 88     | 40, 40, 88                    |
| 40 | Kisfaludy utca                              | 40, 40, 88     | 40, 40, 88                    |
| 41 | Kötő utca                                   | 40, 40, 88     | 40, 40, 88                    |
| 41 | Budaörs, városháza                          | 40, 40, 88     | 40, 40, 88                    |
| 42 | Bretzfeld utca                              | 40             | 40                            |
| 43 | Lévai utca                                  | 40, 40E        | 40, 40E, 140E                 |
| 44 | Baross utca                                 | 40, 140        | 40, 140, Budaörs-belváros     |
| 45 | Budaörsi lakótelep végállomás               | 40, 40, 140    | 40, 40, 140, Budaörs-belváros |